# Carla Suárez Navarro
Carla Suárez Navarro (ur. 3 września 1988 w Las Palmas de Gran Canaria) – hiszpańska tenisistka, 7-krotna ćwierćfinalistka turniejów wielkoszlemowych w grze pojedynczej – French Open 2008 i 2014, Australian Open 2009, 2016 i 2018 oraz US Open 2013 i 2018, klasyfikowana w rankingu WTA na 6. miejscu w grze pojedynczej (2016) i na 11. miejscu w grze podwójnej (2015), reprezentantka Hiszpanii w Pucharze Federacji i na letnich igrzyskach olimpijskich. Tenisistka praworęczna grająca jednoręcznym backhandem.

## Kariera tenisowa
Suárez Navarro zwyciężyła w dwóch turniejach cyklu WTA Tour w singlu oraz w trzech turniejach w deblu, sześciu zawodach rangi ITF w singlu oraz czterech w deblu. Osiągała także osiem finałów zawodów gry pojedynczej oraz pięć gry podwójnej w rozgrywkach WTA Tour.
Jej największymi osiągnięciami w grze pojedynczej są ćwierćfinały wielkoszlemowych French Open 2008, Australian Open 2009, US Open 2013 i French Open 2014.
Hiszpanka w 2009 roku awansowała do finału zawodów w Marbelli, lecz w meczu mistrzowskim przegrała z Jeleną Janković. Rok później powtórzyła ten rezultat, tym razem ulegając Flavii Pennetcie. W 2012 roku Suárez Navarro przegrała w finale zawodów w Estoril z Kaią Kanepi. W 2013 roku zanotowała finały w Acapulco i ponownie w Oeiras; w pierwszych rozgrywkach przegrała z Sarą Errani, a w drugich z Anastasiją Pawluczenkową.
W 2014 roku tenisistka po raz trzeci z rzędu osiągnęła finał w Oeiras. W tej edycji pokonała Swietłanę Kuzniecową wynikiem 6:4, 3:6, 6:4, dzięki czemu triumfowała w swoim pierwszym turnieju cyklu WTA Tour. W grze podwójnej Hiszpanka zanotowała trzy finały razem z Garbiñe Muguruzą – w Madrycie, Stanford i Tokio. Drugi z nich zakończył się końcowym triumfem hiszpańskiej pary.
W sezonie 2015 tenisistka osiągnęła finał w Antwerpii, finałowy mecz z Andreą Petković oddając walkowerem. Tydzień później razem z Muguruzą przegrały w meczu mistrzowskim w Dubaju 3:6, 2:6 z parą Tímea Babos–Kristina Mladenovic. W zawodach WTA Premier Mandatory w Miami Hiszpanka przegrała w finale z Sereną Williams 2:6, 0:6.
Pod koniec 2019 roku zapowiedziała, że kolejny sezon będzie jej ostatnim w zawodowej karierze. We wrześniu 2020 roku poinformowała, że zdiagnozowano u niej chłoniaka Hodgkina. W 2021 roku powróciła do profesjonalnych rozgrywek tenisowych i oznajmiła, że jej ostatnim występem zawodowym będzie udział w wielkoszlemowym US Open.

## Historia występów wielkoszlemowych
Legenda
     W, wygrany turniej
     F, przegrana w finale
     SF, przegrana w półfinale
     QF, przegrana w ćwierćfinale
     xR, przegrana w x rundzie
     Qx, przegrana w x rundzie kwalifikacji
     A, brak startu
     NH, turniej nie odbył się

### Występy w grze pojedynczej
| Australian Open        | A   | A   | A   | A   | Q2 | QF | 3R | 2R | 2R | 3R | 3R | 1R | QF | 2R | QF | 2R | 2R | A  | 0 / 12 | 23 – 12 |  |  |  |  |  |  |
| French Open            | A   | A   | A   | A   | QF | 3R | 1R | A  | 3R | 4R | QF | 3R | 4R | 4R | 2R | 3R | A  | 1R | 0 / 12 | 26 – 12 |  |  |  |  |  |  |
| Wimbledon              | A   | A   | A   | A   | 2R | 3R | A  | Q2 | 1R | 4R | 2R | 1R | 4R | 2R | 3R | 4R | NH | 1R | 0 / 11 | 16 – 11 |  |  |  |  |  |  |
| US Open                | A   | A   | A   | Q2  | 1R | 2R | 1R | 4R | 2R | QF | 3R | 1R | 4R | 4R | QF | 1R | A  | 1R | 0 / 13 | 21 – 13 |  |  |  |  |  |  |
|                        |     |     |     |     |    |    |    |    |    |    |    |    |    |    |    |    |    |    |        |         |  |  |  |  |  |  |
| Ranking na koniec roku | 613 | 358 | 289 | 169 | 50 | 34 | 57 | 56 | 34 | 17 | 18 | 13 | 12 | 40 | 23 | 55 | 83 |    | 0 / 48 | 86 – 48 |  |  |  |  |  |  |

### Występy w grze podwójnej
| Australian Open        | A   | A   | A   | A   | A   | 1R  | 1R   | 1R   | 2R  | QF | A  | 2R | A  | A | A | A    | A    | A  | 0 / 6  | 5 – 6   |  |  |  |  |  |  |  |
| French Open            | A   | A   | A   | A   | A   | 1R  | A    | A    | 1R  | 1R | SF | 1R | A  | A | A | A    | A    | A  | 0 / 5  | 4 – 5   |  |  |  |  |  |  |  |
| Wimbledon              | A   | A   | A   | A   | 1R  | 2R  | A    | A    | 2R  | 3R | 3R | 2R | A  | A | A | A    | NH   | A  | 0 / 6  | 6 – 6   |  |  |  |  |  |  |  |
| US Open                | A   | A   | A   | A   | 1R  | 2R  | A    | 1R   | 2R  | 1R | 3R | 2R | A  | A | A | A    | A    | 1R | 0 / 8  | 5 – 8   |  |  |  |  |  |  |  |
|                        |     |     |     |     |     |     |      |      |     |    |    |    |    |   |   |      |      |    |        |         |  |  |  |  |  |  |  |
| Ranking na koniec roku | 547 | 536 | 358 | 149 | 567 | 118 | 1014 | 1123 | 132 | 58 | 20 | 13 | 75 | – | – | 1207 | 1269 |    | 0 / 25 | 20 – 25 |  |  |  |  |  |  |  |

### Występy w grze mieszanej
Carla Suárez Navarro nigdy nie startowała w rozgrywkach gry mieszanej podczas turniejów wielkoszlemowych.

## Finały turniejów WTA
| Legenda                     | Legenda |
| --------------------------- | ------- |
| Wielki Szlem                |         |
| Igrzyska olimpijskie        |         |
| WTA Tour Championships      |         |
| 2009 – 2020                 |         |
| WTA Premier Mandatory       |         |
| WTA Premier 5               |         |
| WTA Premier                 |         |
| WTA International Series    |         |
| WTA 125K series (2012–2020) |         |

### Gra pojedyncza 11 (2–9)
| Końcowy wynik | Nr | Data             | Turniej   | Nawierzchnia  | Przeciwniczka            | Wynik finału     |
| ------------- | -- | ---------------- | --------- | ------------- | ------------------------ | ---------------- |
| Finalistka    | 1. | 12 kwietnia 2009 | Marbella  | Ceglana       | Jelena Janković          | 3:6, 6:3, 3:6    |
| Finalistka    | 2. | 11 kwietnia 2010 | Marbella  | Ceglana       | Flavia Pennetta          | 2:6, 6:4, 3:6    |
| Finalistka    | 3. | 5 maja 2012      | Estoril   | Ceglana       | Kaia Kanepi              | 6:3, 6:7(6), 4:6 |
| Finalistka    | 4. | 2 marca 2013     | Acapulco  | Ceglana       | Sara Errani              | 0:6, 4:6         |
| Finalistka    | 5. | 4 maja 2013      | Oeiras    | Ceglana       | Anastasija Pawluczenkowa | 5:7, 2:6         |
| Zwyciężczyni  | 1. | 3 maja 2014      | Oeiras    | Ceglana       | Swietłana Kuzniecowa     | 6:4, 3:6, 6:4    |
| Finalistka    | 6. | 15 lutego 2015   | Antwerpia | Twarda (hala) | Andrea Petković          | walkower         |
| Finalistka    | 7. | 3 kwietnia 2015  | Miami     | Twarda        | Serena Williams          | 2:6, 0:6         |
| Finalistka    | 8. | 17 maja 2015     | Rzym      | Ceglana       | Marija Szarapowa         | 6:4, 5:7, 1:6    |
| Zwyciężczyni  | 2. | 27 lutego 2016   | Doha      | Twarda        | Jeļena Ostapenko         | 1:6, 6:4, 6:4    |
| Finalistka    | 9. | 25 sierpnia 2018 | New Haven | Twarda        | Aryna Sabalenka          | 1:6, 4:6         |

### Gra podwójna 9 (3–6)
| Końcowy wynik | Nr | Data             | Turniej    | Nawierzchnia  | Partnerka        | Przeciwniczki                       | Wynik finału      |
| ------------- | -- | ---------------- | ---------- | ------------- | ---------------- | ----------------------------------- | ----------------- |
| Finalistka    | 1. | 10 maja 2014     | Madryt     | Ceglana       | Garbiñe Muguruza | Sara Errani Roberta Vinci           | 4:6, 3:6          |
| Zwyciężczyni  | 1. | 3 sierpnia 2014  | Stanford   | Twarda        | Garbiñe Muguruza | Paula Kania Kateřina Siniaková      | 6:2, 4:6, 10–5    |
| Finalistka    | 2. | 20 września 2014 | Tokio      | Twarda        | Garbiñe Muguruza | Cara Black Sania Mirza              | 2:6, 5:7          |
| Finalistka    | 3. | 21 lutego 2015   | Dubaj      | Twarda        | Garbiñe Muguruza | Tímea Babos Kristina Mladenovic     | 3:6, 2:6          |
| Finalistka    | 4. | 9 maja 2015      | Madryt     | Ceglana       | Garbiñe Muguruza | Casey Dellacqua Jarosława Szwiedowa | 3:6, 7:6(4), 5–10 |
| Zwyciężczyni  | 2. | 21 czerwca 2015  | Birmingham | Trawiasta     | Garbiñe Muguruza | Andrea Hlaváčková Lucie Hradecká    | 6:4, 6:4          |
| Zwyciężczyni  | 3. | 26 września 2015 | Tokio      | Twarda        | Garbiñe Muguruza | Chan Hao-ching Latisha Chan         | 7:5, 6:1          |
| Finalistka    | 5. | 1 listopada 2015 | Singapur   | Twarda (hala) | Garbiñe Muguruza | Martina Hingis Sania Mirza          | 0:6, 3:6          |
| Finalistka    | 6. | 28 lutego 2016   | Doha       | Twarda        | Sara Errani      | Chan Hao-ching Latisha Chan         | 3:6, 3:6          |

## Wygrane turnieje rangi ITF

### Gra pojedyncza
|    | Data       | Turniej      | Finalistka        | Wynik         |
| 1. | 07/11/2004 | Majorka      | Petra Novotniková | 6:2, 3:6, 6:1 |
| 2. | 06/03/2005 | Gran Canaria | Petra Cetkovská   | 2:6, 6:4, 6:3 |
| 3. | 12/02/2006 | Vale Do Lobo | İpek Şenoğlu      | 6:2, 6:3      |
| 4. | 24/02/2007 | Melilla      | Ana Jerasimu      | 6:4, 6:4      |
| 5. | 19/05/2007 | Gran Canaria | Anna Floris       | 6:2, 6:2      |
| 6. | 10/06/2007 | Madryt       | Alina Żydkowa     | 6:2, 6:1      |

### Gra podwójna
|    | Data       | Turniej  | Partnerka               | Finalistki                       | Wynik               |
| 1. | 11/07/2004 | Getxo    | Anna Font-Estrada       | Andrea Benitez Estefania Craciun | 6:2, 6:3            |
| 2. | 02/09/2005 | Vittoria | Lauren Fisher           | Giorgia Mortello Silvia Disderi  | 6:2, 6:3            |
| 3. | 28/07/2007 | Pétange  | Anastasija Jakimawa     | Martina Müller Claudine Schaul   | 6:7(4), 6:1, 7:6(1) |
| 4. | 04/08/2007 | Vigo     | Estrella Cabeza Candela | Ria Dörnemann Justine Ozga       | 6:1, 4:6, 6:3       |

## Występy w igrzyskach olimpijskich

### Gra pojedyncza
| Runda                                                                                  | Przeciwniczka                       | Wynik            |
| -------------------------------------------------------------------------------------- | ----------------------------------- | ---------------- |
|                                                                                        |                                     |                  |
| Letnie Igrzyska Olimpijskie w Pekinie 2008, reprezentując państwo Hiszpania            |                                     |                  |
| I runda                                                                                | Chiny: Peng Shuai                   | 5:7, 6:7         |
|                                                                                        |                                     |                  |
| Letnie Igrzyska Olimpijskie w Londynie 2012, reprezentując państwo Hiszpania           |                                     |                  |
| I runda                                                                                | Australia: Samantha Stosur [5]      | 3:6, 7:5, 10:8   |
| II runda                                                                               | Belgia: Kim Clijsters               | 3:6, 3:6         |
|                                                                                        |                                     |                  |
| Letnie Igrzyska Olimpijskie w Rio de Janeiro 2016, reprezentując państwo Hiszpania [9] |                                     |                  |
| I runda                                                                                | Serbia: Ana Ivanović                | 2:6, 6:1, 6:2    |
| II runda                                                                               | Chorwacja: Ana Konjuh               | 7:6(5), 6:3      |
| III runda                                                                              | Stany Zjednoczone: Madison Keys [7] | 3:6, 6:3, 3:6    |
|                                                                                        |                                     |                  |
| Letnie Igrzyska Olimpijskie w Tokio 2020, reprezentując państwo Hiszpania              |                                     |                  |
| I runda                                                                                | Tunezja: Uns Dżabir                 | 6:4, 6:1         |
| II runda                                                                               | Czechy: Karolína Plíšková [5]       | 3:6, 7:6(0), 1:6 |

### Gra podwójna
| Runda                                                                              | Partnerka            | Przeciwniczki                                        | Wynik          |
| ---------------------------------------------------------------------------------- | -------------------- | ---------------------------------------------------- | -------------- |
|                                                                                    |                      |                                                      |                |
| Letnie Igrzyska Olimpijskie w Rio de Janeiro 2016, reprezentując państwo Hiszpania |                      |                                                      |                |
| I runda                                                                            | Garbiñe Muguruza [4] | Brazylia: Paula Cristina Gonçalves / Teliana Pereira | 7:6(6), 6:2    |
| II runda                                                                           | Garbiñe Muguruza [4] | Belgia: Kirsten Flipkens / Yanina Wickmayer [Alt]    | 7:5, 2:6, 6:2  |
| III runda                                                                          | Garbiñe Muguruza [4] | Rosja: Jekatierina Makarowa / Jelena Wiesnina [7]    | 3:6, 4:6       |
|                                                                                    |                      |                                                      |                |
| Letnie Igrzyska Olimpijskie w Tokio 2020, reprezentując państwo Hiszpania          |                      |                                                      |                |
| I runda                                                                            | Garbiñe Muguruza     | Belgia: Elise Mertens / Alison Van Uytvanck          | 6:3, 7:6(4)    |
| II runda                                                                           | Garbiñe Muguruza     | Szwajcaria: Belinda Bencic / Viktorija Golubic       | 6:3, 1:6, 9–11 |

### Gra mieszana
| Runda                                                                              | Partner      | Przeciwnicy                                         | Wynik    |
| ---------------------------------------------------------------------------------- | ------------ | --------------------------------------------------- | -------- |
|                                                                                    |              |                                                     |          |
| Letnie Igrzyska Olimpijskie w Rio de Janeiro 2016, reprezentując państwo Hiszpania |              |                                                     |          |
| I runda                                                                            | David Ferrer | Wielka Brytania: Heather Watson / Andy Murray [Alt] | 3:6, 3:6 |